# Извршни одбор АВНОЈ-а
Извршни одбор АВНОЈ-а био је главно тело Антифашистичког већа народног ослобођења Југославије (АВНОЈ), од 1942. до 1943. године. Форрмиран је на Првом заседању, када су изабрани: за председника др Иван Рибар, за потпредседнике др Павле Савић, Нурија Поздерац и Едвард Кардељ, а накнадно је кооптиран и Едвард Коцбек, а за чланове Миле Перуничић, Иван Милутиновић, др Сима Милошевић, поп Влада Зечевић, Младен Ивековић и Веселин Маслеша. Извршни одбор АВНОЈ-а имао је председника, четири потпредседника и шест чланова.
Извршни одбор АВНОЈ-а (који је имао одсек за привредно – финансијске, просветне, унутрашње послове, здравствени, социјални, пропагандни и верски одсек) координирао је рад Народноослободилачких одбора (НОО), разграничавао рад војнопозадинских и цивилних органа власти, бринуо се о снабдевању војске и становништва, радио на обнови и оживљавању привреде, оснивао школе и народне универзитете, борио се против неписмености, регулисао питање напуштене земље, решавао питања здравља и социјалног старања, расписовао зајам итд.

## Чланови Извршног одбора АВНОЈ-а
| Функција                      | Слика            | Име и презиме      | Детаљи                |
| ----------------------------- | ---------------- | ------------------ | --------------------- |
| Председник                    |                  | др. Иван Рибар     |                       |
| Потпредседник Просветни одсек |                  | др. Павле Савић    |                       |
| Потпредседник                 |                  | Нурија Поздерац    | погинуо               |
| Потпредседник                 |                  | Едвард Кардељ      |                       |
| Потпредседник                 |                  | Едвард Коцбек      | накнадно је кооптиран |
| Управни одсек                 | Миле Перуничић   | Миле Перуничић     |                       |
| Привредно-финансијски одсјек  | Иван Милутиновић | Иван Милутиновић   |                       |
| Здравствени одсек             | Сима Милошевић   | др. Сима Милошевић | погинуо               |
| Верски одсек                  | Влада Зечевић    | поп Влада Зечевић  |                       |
| Социјални одсек               | Младен Ивековић  | Младен Ивековић    |                       |
| Пропагандни одсек             | Веселин Маслеша  | Веселин Маслеша    |                       |